# Liotina montamarina
Liotina montamarina là một loài ốc biển, là động vật thân mềm chân bụng sống ở biển thuộc họ Liotiidae.